# Fu Manchu (Band)
Fu Manchu ist eine Desert-Rock-Band aus Kalifornien. Die Band verzeichnete in ihren Anfangszeiten verhältnismäßig viele Besetzungswechsel, wobei von der Urbesetzung einzig Scott Hill übrig blieb. Seit dem Einstieg von Scott Reeder (2001) ist die Besetzung konstant.

## Bandgeschichte
Die Band wurde 1987 unter dem Namen Virulence als Hardcore-Band gegründet. Ihr früher Stil war von Black Flag und Bl'ast beeinflusst.
Die erste Single Kept Between Trees, auf der Scott Hill noch nicht sang, wurde 1990 bei Slap-a-Ham Records veröffentlicht.
1992 wurde die zweite Single Senioritis bei Zuma Records veröffentlicht. Im gleichen Jahr erschienen bei Elastic Records die Singles Pick Up Summer und Don’t Bother Knockin’. Der Gesang auf diesen Singles kam von Scott Hill, wobei Glen Chivens und Greg McCaughey, welcher durch Mark Abshire am Bass abgelöst wurde, die Band verließen. Zusätzlich stieß mit Scott Votaw ein zweiter Gitarrist zur Band, welcher nach der Veröffentlichung der Singles durch Eddi Glass ersetzt wurde. Das erste Album der Band No One Rides For Free erschien im Jahr 1994 bei Bong Load Custom und wurde vom damaligen Kyuss-Schlagzeuger Brant Bjork produziert.
1995 wurde Mark Abshire durch Brad Davis ersetzt und das Album Daredevil veröffentlicht. In dieser Besetzung wurde auch das folgende Album In Search of… eingespielt.
Aufgrund des steigenden Bekanntheitsgrades und der ihrer Meinung nach zu starken Rock-Orientierung der Band verließen Ruben Romano (ersetzt durch Ex-Kyuss-Schlagzeuger Brant Bjork) und Eddie Glass (ersetzt durch Bob Balch) die Band und gründeten mit Mark Abshire die Psychedelic-Rock-Band Nebula.
1997 erschien die Godzilla-EP, noch ohne einen neuen Leadgitarristen. Deshalb spielte Hill beide Gitarren selbst, als Leadgitarrist unter dem Pseudonym „Mike Cooper-Smith“. Die Aufnahmen dieser Session wurden später mit den „Eatin' dust“-Aufnahmen als „Eatin' dust“ veröffentlicht.
1997 veröffentlichte Fu Manchu das Album The Action is Go. Zum ersten Track Evil Eye wurde ein Musikvideo aufgenommen. Im Jahr 1998 wurde unter dem Titel Return to Earth 91–93 eine Zusammenstellung alter Lieder veröffentlicht, welche vorher nur auf längst vergriffenen Singles zu finden waren.
Im Herbst 1999 folgte das von Joe Barresi (Queens of the Stone Age) produzierte Studioalbum King of the Road. Kurz darauf erschien auch das Album Eatin’ Dust. Nach der Fertigstellung des Folgealbums California Crossing im Jahr 2001 verließ Drummer Brant Bjork die Band, um sich Solo-Projekten zu widmen, und wurde zur anstehenden Tour zum neuen Album durch Scott Reeder (nicht mit dem gleichnamigen Ex-Kyuss-Bassisten zu verwechseln) ersetzt. Seitdem ist die Bandbesetzung konstant. Auf dieser Tour wurden auch die Aufnahmen zum 2003 veröffentlichten Doppel-Livealbum Go for It… Live! gemacht.
Nach dem im Winter 2003 die Single Something Beyond erschien, wurde im folgenden Sommer (2004) das Album Start the Machine veröffentlicht.
Am 16. Februar 2007 erschien ihr zehntes Studio-Album We Must Obey bei Century Media. Es wurde im Grandmasters Recorders Studio in Hollywood aufgenommen, in dem auch unter anderem Tool oder Nine Inch Nails Alben aufnahmen.
Am 10. Oktober 2009 erschien „Signs of Infinite Power“, produziert von Sergio Chavez.
Im März 2024 kündigten Fu Manchu ihr dreizehntes Studioalbum an, The Return of Tomorrow, ein Doppelalbum, welches am 14. Juni veröffentlicht wurde. Die Single „Hands of the Zodiac“ wurde am selben Tag veröffentlicht. Hill kommentierte die Entscheidung der Band, ein Doppelalbum aufzunehmen, mit den Worten: „Wir sollten ein Doppelalbum mit 7 harten, fuzzigen Songs auf der einen Platte machen und auf der anderen Platte 6 sanfte(re) Songs […]“

## Stil
Die von Fu Manchu gespielte Musik kann dem Stoner Rock zugeordnet werden. Die Gitarrenriffs sind meist simpel gestrickt, jedoch ist ein druckvoller Gitarrensound, oft gepaart mit langsameren, zähflüssigen Rhythmen, bezeichnend für ihre Musik. Ihr Stil ist u. a. durch Rockgruppen wie Black Sabbath, Blue Cheer und Led Zeppelin, aber auch durch Hardcore-Bands der 1980er Jahre sowie durch die kalifornische Skater- und Surferszene seit den 1970er Jahren beeinflusst (siehe auch Dogtown). In den Texten der Band geht es oft um Filme der 1970er Jahre, meist sogenannte B-Movies, Südkalifornien und das Leben dort, Skateboards, Wellenreiten, Autos und das Autofahren, Frauen, paranormale Phänomene wie z. B. UFOs und den Bigfoot, Pokerspielen und um Bandinterna.

## Diskografie

### Studioalben
- 1994: No One Rides for Free
- 1995: Daredevil
- 1996: In Search of…
- 1997: The Action Is Go
- 1999: King of the Road
- 1999: Eatin’ Dust
- 2001: California Crossing
- 2004: Start the Machine
- 2007: We Must Obey
- 2009: Signs of Infinite Power
- 2014: Gigantoid
- 2018: Clone of the Universe
- 2024: The Return of Tomorrow

### Kompilationen und Live-Alben
- 1998: Return to Earth ’91-’93 (Kompilation)
- 2003: Go for It… Live! (Livealbum)

### Singles und EPs
- 1992: Pick-Up Summer (Single)
- 1992: Don’t Bother Knockin' (If This Van’s Rockin) (Single)
- 1996: Asphalt Risin’ / Chevy Van (Single)
- 1997: Godzilla (EP)
- 1998: Jailbreak / Urethane (Single)
- 2002: Planet of the Ape Hangers / Breathing Fire (Single)
- 2004: Something Beyond (EP)
- 2006: Hung Out to Dry (EP)
- 2007: Knew It All Along (Single)
- 2020: Fu30, Pt1 (EP)
- 2020: Working Man (Single)